# Liste de résistants allemands au nazisme
Liste de résistants allemands contre le nazisme (non compris les participants au complot du 20 juillet 1944 contre Adolf Hitler).
Article connexe : Résistance intérieure au nazisme.
- Haut – A
- B
- C
- D
- E
- F
- G
- H
- I
- J
- K
- L
- M
- N
- O
- P
- Q
- R
- S
- T
- U
- V
- W
- X
- Y
- Z

## A
- Wilhelm Abegg (1876-1951), Parti démocrate allemand, Mouvement Freies Deutschland (Allemagne libre) en Suisse
- Wolfgang Abendroth (1906-1985), Parti communiste-Opposition, réseau Neu Beginnen, ELAS
- Friedrich Ablass (1894-1949), Parti démocrate allemand
- Alexander Abusch (1902–1982), Parti communiste d'Allemagne
- Anton Ackermann (1905-1973), Parti communiste d'Allemagne
- Hans Adlhoch (1884-1945), Parti populaire bavarois et syndicaliste catholique
- Lore Agnes (1876-1953), Parti social-démocrate d'Allemagne
- Korbinian Aigner (1885–1966), Église catholique
- Alexander Heinrich Alef (1885–1945), Église catholique
- Alfred Althus (1888–1943), Parti social-démocrate d'Allemagne
- Wichard von Alvensleben (de) (1902–1982), militaire
- Günter Ammon (de) (1918–1995), La Rose blanche
- Edgar André (de) (1894-1936), Parti communiste d'Allemagne
- Ruth Andreas-Friedrich (1901–1977), Oncle Émile
- Aloïs Andritzki (1914–1943), Église catholique
- Willy Anker (de) (1885-1960), Parti social-démocrate d'Allemagne
- Elsa Arnold (de) (1903–1986), Rote Hilfe
- Rosa Aschenbrenner (1885–1967), Parti social-démocrate d'Allemagne, Parti communiste d'Allemagne
- Judith Auer (1905-1944), Parti communiste d'Allemagne
- Walter Auerbach (1905-1975) Parti social-démocrate d'Allemagne, Fédération internationale des ouvriers du transport
- Siegfried Aufhäuser (1884-1969), Parti social-démocrate d'Allemagne
- Hermann Axen (1916–1992), Parti communiste d'Allemagne

## B
- Walter Bacher (1893–1944), Parti social-démocrate d'Allemagne
- Bruno Bachler (1924-2011), Pirates Edelweiss
- Lagi von Ballestrem (1909-1955), Cercle Solf
- Karl Baier (1887–1973), Parti communiste d'Allemagne
- Herbert Balzer (de) (1897–1945), Parti communiste d'Allemagne
- Erich Baron (1881–1933), Parti communiste d'Allemagne
- Walter Barth (de) (1911–1945), Parti communiste d'Allemagne
- Heinz Bartsch (1906-1944), Parti communiste d'Allemagne
- Bernhard Bästlein (1894-1944), Parti communiste d'Allemagne
- Herbert Baum (1912-1942), Ligue des jeunes communistes d'Allemagne, Groupe Herbert Baum (de)
- Marianne Baum (1912–1942), Groupe Herbert Baum (de)
- Heinrich Bayer (1909–1944), Étudiants de la Bible
- Ludwig Beck (1880-1944), officier
- Artur Becker (1905–1938), Parti communiste d'Allemagne
- Fritz Behn (de) (1904–1944), Parti communiste d'Allemagne
- Arno Behrisch (1913-1989), Parti socialiste ouvrier d'Allemagne, Fédération internationale des ouvriers du transport
- Alfons Beil (de) (1896-1997), Église catholique romaine
- Hans Beimler (1895-1936), Parti communiste d'Allemagne
- Walter Beling (de) (1899–1988), Parti communiste d'Allemagne
- Olga Benário (1908-1942), Parti communiste d'Allemagne
- Alfred Benjamin (de) (1911–1942),Parti communiste d'Allemagne
- Georg Benjamin (de) (1895–1942), Parti communiste d'Allemagne
- August Benninghaus (de) (1880–1942), Église catholique romaine
- Hans Berger (de) (1916–1943), Internationale Kommunisten Deutschlands (de)
- Hilde Berger (1914–2011), Internationale Kommunisten Deutschlands (de)
- Josef Bergmann (de) (1913-2005) Parti communiste d'Allemagne - opposition (KPO)
- Liane Berkowitz (1923-1943), Orchestre rouge
- Gustav Bermel (de) (1927-1944), Groupe d'Ehrenfeld
- Georg Bernard (de) (1876–1945), syndicaliste
- Irene Bernard (de) (1908–2002), Rote Hilfe
- Robert Bernardis Général allemand
- Albrecht von Bernstorff (1890–1945), Cercle Solf
- Georg Berthelé (de) (1877–1949), Rote Hilfe
- Hermine Berthold (1896-1990), Parti social-démocrate d'Allemagne
- Wilhelm Beuttel (de) (1900–1944), Rote Hilfe, Parti communiste d'Allemagne
- Robert Bialek (de) (1915–1956), Ligue des jeunes communistes d'Allemagne
- Karl Biedermann (1890–1945), Opération Radetzky
- Otto Biehl (de) (1895–1974), Parti social-démocrate d'Allemagne
- Dagobert Biermann (1904–1943), Parti communiste d'Allemagne
- Fritz Bischoff (1900–1945), Parti communiste d'Allemagne
- Peter Blachstein (de) (1911-1977), Parti socialiste ouvrier d'Allemagne, SJVD, Groupe Neuer Weg
- Conrad Blenkle (1901-1943), Parti communiste d'Allemagne
- Willi Bleicher (de) (1907-1981), Parti communiste d'Allemagne, syndicaliste
- Werner Blumenberg (1900-1965), Parti social-démocrate d'Allemagne, Front socialiste (de)
- Franz Bobzien (de), (1906-1941), Parti socialiste ouvrier d'Allemagne, SJVD
- Herbert Bochow (1906–1942), Parti communiste d'Allemagne
- Karl Böchel (de) (1884-1946), Sopade, Revolutionäre Sozialisten Deutschlands (de)
- Franz Boehm (1880–1945), Église catholique
- Gustav Böhrnsen (de) (1914-1998), Parti communiste d'Allemagne
- Wilhelm Boller (de) (1904–1943), Rote Hilfe, Parti communiste d'Allemagne
- Heinrich Bollinger (de) (1916–1990), Rose Blanche
- Wilhelm Bollinger (de) (1919–1975), Rose Blanche
- Eugen Bolz (1881-1945), Zentrum
- Wolfgang Bonde (1902–1945), Ambassade d'Allemagne en Suède
- Dietrich Bonhoeffer (1906-1945), Église confessante
- Klaus Bonhoeffer (1901-1945)
- Cato Bontjes van Beek (1920-1943), Orchestre rouge
- Franz Rudolf Bornewasser (de) (1866-1951), Église catholique
- Jakob Boulanger (de) (1897–1968), Parti communiste d'Allemagne
- Karl Brand (1897–1978), Parti communiste d'Allemagne
- Willy Brandt (1913-1992), Parti socialiste ouvrier d'Allemagne
- Otto Brass (de) (1875-1950), Parti social-démocrate indépendant d'Allemagne
- Angela Braun-Stratmann (1892–1966), Parti social-démocrate d'Allemagne
- Max Braun (de) (1892–1945)  Parti social-démocrate d'Allemagne
- Willi Bredel (1901–1964), Parti communiste d'Allemagne
- Rudolf Breitscheid (1874-1944), Parti social-démocrate d'Allemagne
- Heinrich Brenner (de) (1908–1986), Parti communiste d'Allemagne
- Otto Brenner (de) (1911-1972), Parti socialiste ouvrier d'Allemagne
- Lorenz Breunig (1882-1945), Parti social-démocrate d'Allemagne
- Hermann Brill (de) (1895-1959), Neu Beginnen, Deutsche Volksfront (de)
- Erika von Brockdorff (1911-1943), Orchestre rouge
- Karl Bröger (de) (1886-1944), Parti social-démocrate d'Allemagne
- Paul Bromme (de) (1906–1975), Sopade, Revolutionäre Sozialisten Deutschlands (de)
- Arnolt Bronnen (de) (1895–1959), Willy-Fred (de)
- Eberhard Brünen (de) (1906-1980), Parti socialiste ouvrier d'Allemagne
- Max Brunnow (1896–1940), Parti communiste d'Allemagne
- Eva-Maria Buch (1921-1943), Orchestre rouge
- Adolf Buchholz (de) (1912–1978), Parti communiste d'Allemagne
- Franz Xaver Büchs (de) (1889–1940), Parti social-démocrate d'Allemagne, Parti communiste d'Allemagne
- Klaus Bücking (de) (1908–1980), Rote Hilfe
- Willi Budich (de) (1890–1938), Rote Hilfe
- Klaus Bücking (de) (1908–1980), Rote Hilfe
- Jakob Burger (1896–1944), Parti social-démocrate d'Allemagne
- Carl Burmester (de) (1901–1934), Parti communiste d'Allemagne
- Carl Burmester (de) (1905–?), Parti social-démocrate d'Allemagne
- Ernst Busch (1900-1980), Parti communiste d'Allemagne
- Axel von dem Bussche (1919–1993), militaire
- Ernst Buschmann (1914–1996), Parti communiste d'Allemagne

## C
- Wilhelm Canaris (1887-1945), chef de contre-renseignement militaire, l'Abwehr
- Emil Carlebach (1914-2001), Parti communiste d'Allemagne
- Hans Coppi (1916-1942), Orchestre rouge
- Hilde Coppi (1909-1943), Orchestre rouge
- Franz Czeminski (1876-1945), Parti social-démocrate d'Allemagne
- Heinrich Czerkus (1894–1945), Parti communiste d'Allemagne

## D
- Oswald Damian (1889-1978), théologien protestant
- Hermann Danz (1906-1945), Parti communiste d'Allemagne (Saefkow-Gruppe)
- Jakob Dautzenberg (1897-1979), Parti communiste d'Allemagne
- Alfred Delp (1907–1945), Église catholique, Cercle de Kreisau
- Ilse Demme (1909-1969),
- August Dickmann (1910-1939), Témoin de Jéhovah
- Constantin von Dietze (1891-1973), Église protestante
- Hans von Dohnanyi (1902-1945), Bekennende Kirche
- Harald Dohrn (1885-1945) Freiheitsaktion Bayern (de)
- Hugolinus Dörr (1895-1940), Église catholique
- Joseph E. Drexel (de) (1896-1976), Mouvement de résistance Ernst Niekisch

## E
- Fritz Eberhard (1896-1982), Internationaler Sozialistischer Kampfbund
- Erwin Eckert (de) (1893-1972), Bund der Religiösen Sozialistinnen und Sozialisten Deutschlands (de), Parti communiste d'Allemagne
- Leopold Engleitner (1905-2013), Témoin de Jéhovah
- Hans Ehrenberg (1883-1958), Bekennende Kirche
- Willi Eichler (1896-1971), Internationaler Sozialistischer Kampfbund
- Alfred Eickworth (1907-1943), Parti communiste d'Allemagne
- Charlotte Eisenblätter (1903-1944), Groupe autour de Robert Uhrig
- Elvira Eisenschneider (1924-1944), Armée rouge
- Arthur Emmerlich (1907-1942), Parti communiste d'Allemagne
- August Enderle (de) (1887-1959), Parti socialiste ouvrier d'Allemagne
- Irmgard Enderle (1895-1985), Parti socialiste ouvrier d'Allemagne
- Rudolf Engel (1903-1993), Comité Allemagne libre pour l’Ouest
- Georg Elser (1903-1945),
- Otto Engert (de) (1895-1945), Parti communiste d'Allemagne
- Hilde Ephraim (1905-1940), Parti socialiste ouvrier d'Allemagne, Rote Hilfe
- Cora Eppstein (1890-1939), active dans les mouvements antifasciste et communiste
- Fritz Erler (1913-1967), Neu Beginnen

## F
- Walter Fabian (1902-1995) Parti socialiste ouvrier d'Allemagne
- Heinrich Fehrentz (1908-1943),
- Erich Fellgiebel (1886-1944) officier allemand de la Wehrmacht, Orchestre noir (en)
- Werner Fischer (de) (1914-1945) Parti communiste d'Allemagne
- Oskar Fischer (Maler) (de) (1892-1955) groupe de résistance Union européenne
- Helene Fleischer (1899-1941), Parti communiste d'Allemagne
- Wilhelm von Flügge (1887 -1953), employé d'IG Farben
- Willy Rudolf Foerster (1905-1966), surnommé le « Schindler de Tokyo », était un ingénieur et industriel allemand au Japon
- Karl Borromäus Frank (de) (1893-1969)
- Egon Franke (1913-1995), Parti social-démocrate d'Allemagne
- Hermann Frieb (1890-1943), Neu Beginnen
- Georg Fritze (1874-1939), Bund der Religiösen Sozialistinnen und Sozialisten Deutschlands (de)
- August Froehlich (1891-1942), Église catholique
- Kurt Frölich (1893-1941), Parti communiste d'Allemagne
- Paul Frölich (1884-1953) Parti socialiste ouvrier d'Allemagne
- Emil Fuchs (1874-1971), Bund der Religiösen Sozialistinnen und Sozialisten Deutschlands (de)
- Max Fürst (de) (1905-1978), menuisier

## G
- Clemens August von Galen (1878-1946), Église catholique
- Jakob Gapp (1897-1943), Église catholique
- Martin Gauger (de) (1905-1941), Bekennende Kirche, Objecteur de conscience
- Paul Gbur (1893-1944), Parti social-démocrate d'Allemagne
- Ludwig Gehm (1905-2002), Internationaler Sozalistischer Kampfbund, Armée populaire de libération nationale grecque
- Rudolf Christoph Freiherr von Gersdorff (1905-1980), Général de division
- Eugen Gerstenmaier (1906-1986), Bekennende Kirche
- Etty Gingold (de) (1916-2001), Parti communiste d'Allemagne
- Peter Gingold (1916-2006), Parti communiste d'Allemagne
- Helene Glatzer (de) (1902-1935), Parti communiste d'Allemagne
- Erich Gniffke (de) (1895-1964) Parti social-démocrate d'Allemagne
- Carl Friedrich Goerdeler (1884-1945),
- Albert Goldenstedt (de) (1912-1994), Parti communiste d'Allemagne, Rote Hilfe
- Kurt Julius Goldstein (de) (1914-2007) Parti communiste d'Allemagne
- Albert Göring (1895-1966) Homme d'affaires allemand
- Bernhard Göring (1897-1949), Allgemeiner freier Angestelltenbund (de), Neu Beginnen, Bund der Religiösen Sozialistinnen und Sozialisten Deutschlands (de)
- Helene Gotthold (1896-1944), Témoin de Jéhovah
- Anna Götze (1875-1958), Union libre des travailleurs d'Allemagne
- Irma Götze (1912-1980), Union libre des travailleurs d'Allemagne
- Willi Graf (1918-1943), La Rose blanche
- Adolf Grimme (1889-1963), Orchestre rouge, Bund der Religiösen Sozialistinnen und Sozialisten Deutschlands (de)
- Maria Grollmuß (1896-1944), Parti social-démocrate d'Allemagne
- Georg Groscurth (1904-1944), Groupe de résistance Union européenne
- Nikolaus Gross (1898-1945), Eglise catholique, syndicaliste et journaliste
- Otto Grotewohl (1894-1964), Parti social-démocrate d'Allemagne
- Johann Gruber (1889 - 1944), Eglise catholique
- Fancia Grün (1904-1945), Gemeinschaft für Frieden und Aufbau (de)
- Wilhelm Guddorf (de) (1902-1943), Parti communiste d'Allemagne
- Hanno Günther (1921-1942), groupe Rütli
- Nikolaus von Üxküll-Gyllenband (1877-1944) officier

## H
- Hans Bernd von Haeften (1905-1944), Cercle de Kreisau
- Werner von Haeften (1908-1944), résistance militaire
- Georg Häfner (1900-1942), Église catholique romaine
- Otto Halle (1903-1987), Parti communiste d'Allemagne
- Constanze Hallgarten (1881-1969), Ligue internationale des femmes pour la paix et la liberté
- Kurt von Hammerstein (1878-1943), résistance militaire
- Otto et Elise Hampel (exécutés en 1943), diffuseurs de cartes protestataires
- Werner Hansen (de) (1905-1972), ISK
- Marianne Hapig (1894-1973), catholique
- Arvid Harnack (1901-1942), Orchestre rouge
- Falk Harnack (1913-1991), La Rose blanche
- Mildred Harnack (1902-1943), Orchestre rouge
- Paul von Hase (1885-1944), résistance militaire
- Ulrich von Hassell (1881-1944), diplomate
- Elli Hatschek (1901-1944), Groupe de résistance Union européenne
- Theodor Haubach (1896-1945), Parti social-démocrate d'Allemagne
- Erich Hausen (de) (1900-1973), KPO
- Robert Havemann (1910-1982), Groupe de résistance Union européenne
- Ernst Heilmann (1881-1940), Parti social-démocrate d'Allemagne
- Karl Heinrich (de) (1890-1946), Parti social-démocrate d'Allemagne, Reichsbanner
- Bernhard Heinzmann (1903-1942), Église catholique romaine
- Albert Hensel (de) (1895-1942), Parti communiste d'Allemagne
- Eugen Herbst (1903-1934), Parti communiste d'Allemagne
- Liselotte Herrmann (1906-1938) Parti communiste d'Allemagne
- Theo Hespers (de) (1903-1943)
- Karl Hetz (de), Nationalkomitee Freies Deutschland
- Guido Heym (1882-1945), Parti social-démocrate d'Allemagne
- Friedrich Hielscher (1902-1990), Révolution conservatrice
- Rudolf Hilferding (1877-1941), Sopade
- Else Hirsch (1889 - 1942 ou 43),
- Hella Hirsch Groupe Baum
- Michael Hirschberg (1889-1937), Parti social-démocrate d'Allemagne
- Erich Hoepner (1886-1944) résistance militaire
- Clemens Högg (de) (1880-1945) Parti social-démocrate d'Allemagne
- Arthur Hoffmann (1900-1945), Parti communiste d'Allemagne, Nationalkomitee Freies Deutschland
- Caesar von Hofacker (1896-1944) résistance militaire
- Erich Honecker (1912-1994), Parti communiste d'Allemagne
- Cäsar Horn (1914-1945), Parti communiste d'Allemagne, Nationalkomitee Freies Deutschland (NKFD)
- Lambert Horn (1899-1939), Parti communiste d'Allemagne
- Kurt Huber (1893-1943), La Rose blanche
- Helmuth Hübener (1925-1942), Vierergruppe de Hambourg
- Walter Huder (de) (1921-2002)
- Alois Hundhammer (de), alors plus jeune membre du Parlement de Bavière
- Peter Hüppeler (de) (1913-1944), Groupe d'Ehrenfeld
- Oskar Huth (1918-1991)
- Richard Hüttig (de), décapité le 14 juin 1934. Membre de l'organisation militaire communiste Roter Frontkämpferbund (Ligue des anciens combattants rouges)[1]

## I
- Friedrich Illies (1896-1962), Stahlhelm, Chef d'un groupe de résistance conservateur dans le Comté de Bentheim
- Hans Ils (de) (1906-1988), Parti socialiste ouvrier d'Allemagne

## J
- Jožka Jabůrková (1896-1942), journaliste
- Franz Jacob (1906-1944), Parti communiste d'Allemagne
- Helene Jacobs (1906-1993), Eglise confessante,
- Matthias Jacobs (de) (1885-1935), député au Parlement du Land de Prusse, Parti social-démocrate d'Allemagne
- Rudolf Jacobs (1914-1944), « Ugo Muccini » en Italie
- Edith Jacobson (1897-1978) Neu Beginnen
- Hildegard Jacoby (1903-1944), Eglise confessante
- Hildegard Jadamowitz (1916-1942), Parti communiste d'Allemagne
- Franz Jägerstätter (1907-1943), combattant indépendant
- Frieda (Friedel) et Rudolf Jahn († 1951), Bund der Religiösen Sozialistinnen und Sozialisten Deutschlands (de)
- Hans Jahn (de) (1885-1960), Fédération internationale des ouvriers du transport (chemins de fer)
- Julius von Jan (1897-1964), Bekennende Kirche
- Hans Jendretzky (1897-1992), Parti communiste d'Allemagne
- Marianne Joachim (1921-1943), Groupe Herbert Baum
- Anton Joos (1900-1999), résistance intérieure française et Nationalkomitee Freies Deutschland
- Alfred Jung (de) (1908-1944), Parti communiste d'Allemagne
- Georg Jungclas (1902-1975), IKD (trotskiste)
- Reinhold Jürgensen (1898-1934), Parti communiste d'Allemagne

## K
- Jakob Kaiser (1888-1961) Zentrumspartei
- Hellmut Kalbitzer (de) (1913-2006), ISK
- Heinz Kapelle (1913-1941), Parti communiste d'Allemagne
- Franz Kaufmann (de) (1886-1944), Eglise confessante
- Hanna Kiep (1904-1979),  Cercle Solf
- Otto Kiep (1886-1944) Diplomate allemand.
- Wilhelm Kirschey (1906-2006), Parti communiste d'Allemagne
- Kilian Kirchhoff (1892-1944), Église catholique
- Käthe Kirschmann (1915-2002), Parti social-démocrate d'Allemagne
- Johanna Kirchner (1884-1944), Parti social-démocrate d'Allemagne, Rote Hilfe
- Erich Klausener (1885-1934), Église catholique
- Fritz Klein (1898-1944), Parti social-démocrate d'Allemagne,
- Walter Klingenbeck (de) (1924-1943), Vierergruppe de Münich
- Heinrich Kloppers (de) (1891-1944), Reichsbanner Schwarz-Rot-Gold et Union évangélique des jeunes
- Leo Kneler (1901-1979), Parti communiste d'Allemagne
- Wilhelm Knöchel (1899-1944), Parti communiste d'Allemagne
- Waldemar von Knoeringen (1906-1971), Parti social-démocrate d'Allemagne, réseau « Neu Beginnen »
- Anneliese Knoop-Graf, La Rose blanche
- Ferdinand Kobitzki (de) (1893-1944), Parti communiste d'Allemagne
- Gertrud Koch, née Kühlem (1924-2016), Pirates Edelweiss
- Hans Koch (1893-1945), Bekennende Kirche
- Ludwig Koch (1909-2002), ISK
- Anna Bertha Königsegg (1883-1948), Église catholique
- Olga Körner (1887-1969), Parti communiste d'Allemagne
- Fritz Kolbe (1900-1971), sans appartenance
- Heinrich Kratina (de) (1906-1944), Groupe d'Ehrenfeld
- Wilhelm Kratz (1902-1944), Groupe d'Ehrenfeld
- Gerhard Krause (1887-1950)
- Johann Krausen (1887-1944), Groupe d'Ehrenfeld
- Willi Kreikemeyer (de) (1894-1950), Parti communiste d'Allemagne
- Karlrobert Kreiten (1916-1943),Pianiste
- Lothar Kreyssig (1898-1986), Magistrat -Résistant- Fondateur de l'Aktion Sühnezeichen Friedensdienste
- Otto Kropp, Parti communiste d'Allemagne
- Adam Kuckhoff (1887-1943), Orchestre rouge
- Greta Kuckhoff, Orchestre rouge
- Heinz Kühn (1912-1992), Parti social-démocrate d'Allemagne
- Otto Kühne, ancien député communiste au Reichstag, dirigeant des maquis allemands de Lozère
- Karl Kunger (de) (1901-1943) Parti communiste d'Allemagne
- Franz Künstler (1888-1942), Parti social-démocrate d'Allemagne
- Erich Kürschner (de), réseau Neu Beginnen, [[Religiöser Sozialismus#Der Bund der Reliösen Sozialisten Deutschlands|Bund der Religiösen Sozialistinnen und Sozialisten Deutschlands (de)]]
- Albert Kuntz (de) (1896-1945), Parti communiste d'Allemagne
- Peter KUNZ  GR 16 P 324362 KUNZ, Pierre 16.06.1914 Duisbourg.
- Erich Kuttner, (1887-1942) RSD

## L
- Guy Kurt Lachmann (1906-1987), Parti socialiste ouvrier d'Allemagne
- Margarethe Lachmund (1896-1985) Société religieuse des amis (Quaker)
- Hans Lachmund (de) (1892-1972)
- Max Lackmann (de), (1910-2000), Église évangélique
- Karl Ladé (1909-1945) Parti communiste d'Allemagne
- Josef Lang (1902-1973) Parti socialiste ouvrier d'Allemagne
- Rudi Lattner (1904-1945) Vereinigte Kletterabteilung
- Julius Leber (1891-1945), Parti social-démocrate d'Allemagne
- Heinrich von Lehndorff (1909-1944)
- Hans Lehnert (de) (1899-1942), ISK
- Hans Leipelt (1921-1945), Rose blanche de Hambourg
- Maria Leipelt (1925-2008), Rose blanche de Hambourg
- Ludwig von Leonrod (1906-1944) officier
- Wilhelm Leuschner (1890-1944), Parti social-démocrate d'Allemagne
- Bernhard Lichtenberg (1875-1943), Église catholique
- Hans Litten (1903-1938)
- Paul Löbe (1875-1967), Parti social-démocrate d'Allemagne
- Walter Loewenheim (de) Miles (1896-1977), Neu Beginnen
- Kurt Lohberger (1914-2008) Parti communiste d'Allemagne
- Roland Lorent (1920-1944), Groupe d'Ehrenfeld
- Gertrud Luckner (1900-1995), Eglise catholique
- Ludwig Philipp Lude (de) (1895-1961), Parti social-démocrate d'Allemagne
- Erna Lugebiel (1898-1984)
- Hans Leipelt (1921-1945)

## M
- Johann Maier (de) (1906-1945) prédicateur de la Cathédrale Saint-Pierre de Ratisbonne
- Adolf Maislinger (1903-1985), Parti communiste d'Allemagne (1902-1993),
- Maria von Maltzan (1900-1997),
- Ludwig Marmulla (1908-1990), Parti communiste d'Allemagne,
- Michael von Matuschka (1888-1944) homme politique
- August Merges (de) (1870-1945) Kommunistische Räte-Union (communiste de conseils)
- Else Megelin (1905-1986) Roter Stosstrupp (de)
- Franz Mett (1904-1944), Parti communiste d'Allemagne
- Marga Meusel (1897-1953), Eglise confessante
- Max Josef Metzger (1887-1944), Église catholique romaine
- Carlo Mierendorff (1897-1943), Parti social-démocrate d'Allemagne
- Hilda Monte (1914-1945), ISK
- Josef Moll (1903-1944), Groupe d'Ehrenfeld
- Erich Mühsam (1878-1934)
- Johann Müller (1928-1944), Groupe d'Ehrenfeld
- Josef Müller (1898-1979), BVP, Résistance catholique
- Kurt Müller (de) (1903-1944) Groupe de résistance Union européenne
- Oskar Müller (en) (1896-1970), Parti communiste d'Allemagne
- Herbert Mumm von Schwarzenstein (1898-1945), Legationsrat a.G.

## N
- Harry Naujoks (1901-1983), Parti communiste d'Allemagne
- Otto Nelte (1898-1941), Parti communiste d'Allemagne
- Theodor Neubauer (1890-1945), Parti communiste d'Allemagne
- Karl Neuhof (1891-1943), Parti communiste d'Allemagne
- Johanna Niederhellmann, Parti social-démocrate d'Allemagne
- Ernst Niekisch (1889-1967), éditeur de la revue Résistance (Widerstand). Journal pour une politique nationale révolutionnaire
- Katja Niederkirchner (1909-1944), Parti communiste d'Allemagne
- Martin Niemöller (1892-1984), Bekennende Kirche
- Erik Nölting (1892-1953), Parti social-démocrate d'Allemagne

## O
- Ernst Oberdörster (1888-1972), Parti communiste d'Allemagne
- Aloys Odenthal (1912-2003)
- Friedrich Olbricht (1888-1944) officier
- Max Opitz (1890-1982), Parti communiste d'Allemagne
- Rudi Opitz (1908-1939), Parti communiste d'Allemagne
- Friedrich Carl Freiherr von Oppenheim (1900-1978), sans appartenance
- Carl von Ossietzky, (1889-1938)
- Hans Oster (1887-1945)
- Elisbeth Ostermeier (1913-2002) Parti social-démocrate

## P
- Frieda Paul (1902-1989), Parti social-démocrate d'Allemagne
- Clemens Pausinger (1908-1989), magistrat
- Dagmar Petersen (1920-2010) Groupe Rütli
- Antonie Pfülf (1877-1933), Parti social-démocrate d'Allemagne
- Emil Phillip (de) (1887-1965), Bekennende Kirche
- Kurt Piehl (de) (1928-2001), Pirates Edelweiss
- Hartmut Plaas (exécuté en 1944), SS-Obersturmbannführer en contact avec Wilhelm Canaris
- Erwin Planck (1893-1945) homme politique
- Josef Planke (1877-1945), forestier
- Harald Poelchau (1903-1972), Cercle de Kreisau
- Dorothee Poelchau Ziegele (1902-1977)
- Johannes Popitz (1884-1945),
- Magnus Poser (1907-1945), Parti communiste d'Allemagne
- Bernhard Povel (de) (1897-1952), industriel du textile, catholique, centriste (de son vrai nom: Benard Povel, surnommé Ben Povel)
- Olga Benario-Prestes (1908-1942), Parti communiste d'Allemagne
- Konrad von Preysing (1880-1950), Église catholique
- Christoph Probst (1919-1943), La Rose blanche
- Fritz Pröll (1915-1944), métallurgiste
- Elisabeth Pungs (1896-1945), Parti communiste d'Allemagne, Groupe Rütli

## R
- Josef Raab (1899-1971), Parti communiste d'Allemagne
- Arthur und Charlotte Rackwitz, [[Religiöser Sozialismus#Der Bund der Reliösen Sozialisten Deutschlands|Bund der Religiösen Sozialistinnen und Sozialisten Deutschlands (de)]]
- Siegfried Rädel (1893-1943), Parti communiste d'Allemagne
- Adolf Reichwein 1898-1944, Parti social-démocrate d'Allemagne
- Franz Rheinberger (de) (1927-1944), Groupe d'Ehrenfeld
- Franz Reinisch (1903-1942), prêtre catholique
- Josef Reitzle (1910-1958), ELAS
- Paul Rentsch (1898-1944) Groupe de résistance Union européenne
- Herbert Richter (de) (1901-1944) Groupe de résistance Union européenne
- Johannes Ries (1887-1945), prêtre catholique.
- Jakob Ritter (de) (1886-1951), Parti socialiste ouvrier d'Allemagne
- John Rittmeister (1898-1943) Orchestre rouge
- Eva Rittmeister (1913-2004), Orchestre rouge
- Hans Robinsohn (de) (1897-1981), Groupe Robinsohn-Strassmann
- Fritz Rödel (1888-1945), Parti communiste d'AllemagneAugustin Rösch (1893-1961), Cercle de Kreisau
- Oskar Rohr (1912-1988), footballeur allemand
- Josef Römer (1892-1944), Parti communiste d'Allemagne
- Joseph C. Rossaint (de) (1902-1991), Église catholique
- Karl Rubner (de) (1901-19?), Parti social-démocrate d'Allemagne
- Hermann Runge (de) (1902-1975), Parti social-démocrate d'Allemagne

## S
- Willy Sachse (1896-1944), Parti communiste d'Allemagne
- Anton Saefkow (1903-1944), Parti communiste d'Allemagne
- Änne Saefkow (1902-1962), Parti communiste d'Allemagne
- Willi Sänger (1894-1944), Parti communiste d'Allemagne
- Klara Schabbel (1894-1943), Parti communiste d'Allemagne
- Karl Schapper, (1879-1941), catholique
- Werner Scharff (1912-1945), Gemeinschaft für Frieden und Aufbau (de)
- Heinrich Scheel, Orchestre rouge
- John Schehr (1896-1934), Parti communiste d'Allemagne
- Rudolf von Scheliha (1897-1942)
- Johann Schellheimer (de) (1899-1945), Parti communiste d'Allemagne
- Jack Schiefer (de) (1898-1980), Parti social-démocrate d'Allemagne
- Elisabeth Schiemann (1881-1972), Église confessante
- Emilie Schindler (1907-2001), sans appartenance
- Oskar Schindler (1908-1974), sans appartenance
- Barthel Schink (1927-1944), Groupe d'Ehrenfeld
- Otto Josef Schlein (de) (1895-1944), Parti communiste d'Allemagne
- Walter Schmedemann (1901-1976), Parti social-démocrate d'Allemagne
- Otto Schmirgal (de) (1900-1944), Parti communiste d'Allemagne
- Elisabeth Schmitz (1893-1977), Église confessante
- Alexander Schmorell (1917-1943), La Rose blanche
- Paul Schneider (1897-1939), Église protestante en Allemagne
- Ernst Schneller (de) (1890-1944), Parti communiste d'Allemagne
- Eugen Schönhaar (de) (1898-1934), Parti communiste d'Allemagne
- Hans Scholl (1918-1943), La Rose blanche
- Sophie Scholl (1921-1943), La Rose blanche
- Elfriede Scholz (1903-1943)
- Karl Schröder (1884-1950), Rote Kämpfer (communiste de conseils)
- Friedrich-Werner von der Schulenburg (1875-1944) diplomate
- Harro Schulze-Boysen (1909-1942), Orchestre rouge
- Libertas Schulze-Boysen (1913-1942), Orchestre rouge
- Fritz Schulze (1903-1942), Parti communiste d'Allemagne
- Eva Schulze-Knabe (1907-1976), Parti communiste d'Allemagne
- Elisabeth Schumacher (1904-1942), Orchestre rouge
- Kurt Schumacher (1895-1952), Parti social-démocrate d'Allemagne
- Georg Schumann (Politiker) (de) (1886-1945), Parti communiste d'Allemagne
- Wilhelm Schürmann-Horster (1900-1943), Parti communiste d'Allemagne
- Adolf Schütz (1926-1944), Groupe d'Ehrenfeld
- Alexander Schwab (1887-1943), Rote Kämpfer
- Martin Schwantes (1904-1945), Parti communiste d'Allemagne Saefkow-Gruppe
- Günther Schwarz (1928-1944), Groupe d'Ehrenfeld
- Rudolf Schwarz (1904-1934), Parti communiste d'Allemagne
- Werner Seelenbinder (1904-1944), Parti communiste d'Allemagne
- Willi Seng,(1909-1944), Parti communiste d'Allemagne
- John Sieg (1903-1942), Parti communiste d'Allemagne
- Robert Siewert, (1887-1973) Parti communiste d'Allemagne-KPO
- Georg Singer (de) (1898-1942), Parti communiste d'Allemagne
- Adam von Trott zu Solz (1909-1944) Cercle de Kreisau
- Margarete Sommer (1893-1965), Église catholique
- Richard Sorge (1895-1944), Parti communiste d'Allemagne, espion du NKVD
- Minna Specht (1879-1961), Internationaler Sozialistischer Kampfbund
- Gertrud Staewen (1894-1987), Parti social-démocrate, Église confessante
- Katharina Staritz (1903-1953), Église confessante
- Berthold von Stauffenberg (1905-1944) juriste
- Claus von Stauffenberg (1907-1944) officier
- Karl Stein (1902-1942), Parti communiste d'Allemagne
- Hans Steinbrück (1921-1944), Groupe d'Ehrenfeld
- Erich Steinfurth (1896-1934), Parti communiste d'Allemagne
- Franz Stenzer (1900-1933), Parti communiste d'Allemagne
- Hellmuth Stieff (1901-1944) officier
- Anna Stiegler (1881-1963), Parti social-démocrate d'Allemagne
- Hermann Stöhr (1898-1940), Église confessante
- Carl-Heinrich von Stülpnagel (1886-1944) officier
- Stefan Szende (de) (1901-1985), Parti socialiste ouvrier d'Allemagne

## T
- Maria Terwiel (1910-1943), Orchestre rouge
- Ernst Thälmann (1886-1944), Parti communiste d'Allemagne
- Fritz Theilen, Groupe d'Ehrenfeld
- Matthias Theisen, syndicaliste

## U
- Robert Uhrig (1903-1944), Parti communiste d'Allemagne

## V
- Walter Veigel (1903-1985), Membre du comité clandestin de Buchenwald Parti communiste d'Allemagne
- Kurt Vieweg (1913-1995), sans appartenance
- Wilhelm Vogel (1898-1989), Parti communiste d'Allemagne
- Franz Vogt (de) (1899-1940), syndicaliste
- Fritz Voigt (1882-1945), Parti social démocrate
- Elli Voigt (1912-1944), Organisation Saefkow-Jacob-Bästlein (en), Parti communiste d'Allemagne
- Gottfried von Nostitz-Drzewiecky (1902-1976), diplomate
- Friedrich von Rabenau (1884-1945), général

## W
- Bebo Wager (de) (1905-1943) Parti social-démocrate d'Allemagne
- Heinrich Wagner (1886-1945), Parti communiste d'Allemagne, Rote Hilfe
- Jacob Walcher (1887-1970) Parti socialiste ouvrier d'Allemagne
- Eduard Wald (de) (1905-1978), Comité pour l'Unité prolétarienne
- Maria von Wedemeyer (1924-1977), Église confessante
- Herbert Wehner (1906-1990), Parti communiste d'Allemagne
- Otto Weidt (1883-1947), sans appartenance
- Friedrich Weißler (1891-1937), Église confessante
- Hans Westermann (1890-1935), « Versöhnler », Parti communiste d'Allemagne
- Alexander Westermayer (de) (1894-1944) Groupe de résistance Union européenne
- Max Westphal (de) (1893-1942), Parti social-démocrate d'Allemagne
- Ernst Wille (de) (1894-1944), Parti social-démocrate d'Allemagne
- Frida Winkler (1909-1988), Gemeinschaft für Frieden und Aufbau (de)
- Jürgen Georg Wittenstein (1919-2015), La Rose blanche
- Erwin von Witzleben(1881-1944) Général allemand
- Lore Wolf (de) (1900-1996), Parti communiste d'Allemagne
- Edith Wolff (1904-1997),  Chug Chaluzi (de)
- Rosi Wolfstein (en) (1888-1987) Parti socialiste ouvrier d'Allemagne

## Y
- Marion Yorck von Wartenburg (1904-2007) Cercle de Kreisau

## Z
- Eduard Zachert (1881-1943), Parti social-démocrate d'Allemagne
- Emmy Zehden (1900-1944), Témoin de Jéhovah
- Paul Zeltinger (1921-1989), ELAS
- Johannes Zieger (1910-1981)
- Karl Zink (de) (1910-1940), Parti communiste d'Allemagne
- Johannes Zoschke (de) (1910-1944), Parti communiste d'Allemagne, Groupe Robert Uhrig
- Josef Zotz (1902-1941), prêtre catholique